# Gijs Beths (1933-2019)
Gijsbertus Petrus (Gijs/Gijsbert) Beths (Santpoort, 13 september 1933 – Santpoort, 18 oktober 2019) was een Nederlands violist.
Hij was zoon van Catharina Alberdina Maria Heilig en violist Gijs Beths. Zus Vera Beths werd ook violist, broer Hans Beths werd drummer. Hijzelf is rond 1958 getrouwd met Anna Elisabeth (Anneke) Snijders (1935-2023), die hij had leren kennen tijdens dansles.
Hij kreeg zijn opleiding van zijn vader en het Conservatorium in Keulen. Hij kreeg er onder meer les van een collega van zijn vader Maurits Frank.
Beths jr. speelde onder meer in het Rheinisches Kammerorchester, Noordhollands Philharmonisch Orkest (concertmeester 1967-1985), Koninklijk Concertgebouworkest (periode 1959-1986) en het orkest van De Nederlandse Opera van André Vandernoot; in het eerste en laatste was hij ook concertmeester. Daarnaast was hij veelvuldig betrokken bij uitvoeringen van kamermuziek, ook met het Amsterdams Pianokwartet (met Jaap Moelker (altviool), Henk Lambooy (cello) en Sas Bunge (piano)). Ook speelde hij als concertmeester van de strijkers wel lichte muziek onder Rogier van Otterloo bij Music All In. Zo had hij zitting in televisie-uitvoeringen van jazzgrootheden Lionel Hampton, Ben Webster en Ella Fitzgerald. Hij was voorts een bewonderaar van Stephane Grappelli.
Rond 2002 was Beths nog enige tijd vaste invaller bij het Concertgebouworkest.
Hij overleed op 86-jarige leeftijd in zijn woonplaats Santpoort.
- Gemeinsame Normdatei: 138696586
- International Standard Name Identifier: 0000 0003 6995 0111
- Library of Congress Control Number: n2012027198
- MusicBrainz: 32de917e-5aae-422c-a580-b298399dfd34
- Virtual International Authority File: 234826354